# Vallendar
Vallendar (pronunciación en alemán: /ˈfaləndaːɐ̯/ⓘ) es una ciudad y un municipio en el distrito de Mayen-Coblenza, en el estado federado de Renania-Palatinado, Alemania. Es sede administrativa de la mancomunidad de municipios de Vallendar, a la que también pertenece.
Su población estimada a finales de 2016 era de 8443 habitantes.

## Geografía

### Localización
La zona de asentamiento de la ciudad de Vallendar se extiende en la margen derecha del Rin Medio, frente a la isla habitada de Niederwerth, donde varios valles fluviales del Westerwald se encuentran con el valle del Rin. La ciudad está a 5,7 km al norte de Coblenza y a 12,3 km al sur de Neuwied, en la cuenca de Neuwied, parte de la cuenca del Medio Rin. Al este se elevan las alturas del Westerwald, al otro lado del Rin, al oeste, las alturas del Eifel.

### Parroquias
Las parroquias (Wohnplatz) de Aumühle, Bembermühle, Berg Schönstatt, Haus Schönfels, Kaiser-Friedrich-Höhe, Landhaus Hahn, Mallendar, Hof Mallendarerberg, Tannenhof y Wandhof pertenecen a Vallendar.

## Historia
La ubicación en los valles de los arroyos es el origen del nombre, donde se distinguen las sílabas "val" y "ndar". Ambas sílabas tienen raíces indoeuropeas: "val" significa "que fluye", mientras que "ndar" indica "terreno pantanoso".  Vallendar se menciona por primera vez alrededor de 830/840 como una posesión del arzobispo de Tréveris, pero se cree que es de origen celta y por lo tanto mucho más antiguo (700-600 aC).
Los electores de Tréveris (Kurtrier) tenían sus propiedades administradas por alguaciles, quienes, sin embargo, podían cada vez más retirar la propiedad del acceso de los electores. Después de todo, los condes de Sayn fueron soberanos desde 1232 y construyeron un castillo en 1240 en la salida norte de Vallendar, sobre cuyos cimientos se encuentra hoy la "Haus d'Ester", la tan llamada "Marienburg". Además, Vallendar recibió murallas en esta época. En 1143 las monjas agustinas fundaron el monasterio de Schönstätter, que se disolvió de nuevo en 1567.
En 1363, el conde Salentin prometió el dominio de Sayn-Wittgenstein al elector de Tréveris. Desde el siglo XIV, el arzobispo de Tréveris era copropietario del Reino de Vallendar. En 1681 y 1767, finalmente, Tréveris se convirtió en el único gobernante. El escudo de la ciudad con el león de Sayn y la cruz roja electoral hacen referencia a esta historia territorial.
En 1803 la ciudad pasó al Principado de Nassau-Weilburg y en 1815 al Reino de Prusia. En el siglo XIX se desarrolló una rica actividad comercial, que fue una de las razones por las que Vallendar recibió los derechos de ciudad del rey Federico Guillermo IV el 2 de noviembre de 1856.  Después de la Primera Guerra Mundial la ciudad fue el objetivo de una acción militar por parte de la 23 División de Infantería de Estados Unidos en 1919. Vallendar es desde 1932 un reconocido centro de salud y bienestar. En 1939 se incorpora la comunidad de Mallendar. Desde 1954 hasta la década de 1970 surgieron numerosas zonas de construcción nuevas. En 1958 se inauguró el puente entre Vallendar y la isla de Niederwerth. En 1973 se completó el edificio "Humboldthöhe", que caracteriza el paisaje urbano.
Hoy en día, la imagen de Vallendar está fuertemente influenciada por el lugar de peregrinación internacionalmente conocido en el distrito de Schoenstatt, donde el Movimiento de Schoenstatt fundado por Josef Kentenich en 1914 en una pequeña y destartalada capilla mariana se ha convertido entretanto en una auténtica ciudad de peregrinación. La capilla fundacional es un famoso lugar de peregrinación y ahora está rodeada por numerosas instituciones educativas, casas hermanas, otras capillas y la gran Iglesia de la Adoración.